# Skansen (Stora Mickelskären, Kyrkslätt)
För andra betydelser, se Skansen (olika betydelser).
Skansen är en ö i Finland. Den ligger i Finska viken och i kommunen Kyrkslätt i den ekonomiska regionen  Helsingfors i landskapet Nyland, i den södra delen av landet. Ön ligger omkring 28 kilometer sydväst om Helsingfors.
Öns area är 0,5 hektar och dess största längd är 100 meter i öst-västlig riktning. Närmaste större samhälle är Kyrkslätt, 15,8 km nordväst om Skansen.